# Estación de West Palm Beach
La Estación de West Palm Beach (en inglés: West Palm Beach station) es una estación de tren en West Palm Beach, Florida. Es servida por trenes de pasajeros Amtrak y el servicio de tren Tri-Rail . Se encuentra en la Avenida South Tamarind, al sur de la Calle Primera /Bulevar Banyan.
La estación se abrió oficialmente a los pasajeros en enero de 1925 como una línea del ferrocarril Seaboard Air Line. El edificio fue diseñado por el estudio de arquitectura de Palm Beach de Harvey & Clarke . Aparte de otros trenes Seaboard, la estación fue servida por el Orange Blossom Special hasta 1953, y el Silver Meteor en 1939. Amtrak mantuvo el servicio Silver Meteor a la estación cuando se hizo cargo del servicio de trenes de pasajeros interurbanos en 1971. Tanto el Silver Meteor y el Silver Star de Amtrak continúan utilizando la estación. La estación se colocó en el Registro Nacional de Lugares Históricos el 19 de junio de 1973. El Servicio de Tri-Rail a la estación comenzó en 1989 .